# いずみホールディングス
株式会社いずみホールディングス（IZUMI HOLDINGS）は北海道札幌市西区二十四軒一条1丁目にある食品流通企業。水産卸売事業、畜産卸売事業、農産卸売事業、物流事業、プラットフォーム事業の5事業を展開している。

## 概要
創業者の泉卓真は大手飲食店チェーン勤務を経て創業。「食品流通のOSをつくり、新しいインフラで、世界中に豊かさを届ける」をMissionに、「生産者の所得を1.5倍にして日本の食卓の食費を1/2にする」ことをVisionとして掲げ、世界中により良い仕組みとより大きな価値を届けるために、テクノロジーを活用して食品流通を最適化するチャレンジをしている企業。。IT及びテクノロジーの積極活用等による「食品流通の最適化」を実現するため、生産・情報・流通・販売・決済の徹底的な合理化・効率化を通じ、高品質・低価格・安全安心な食品の提供に取り組んでおり、全国約600ヶ所の生産者や産地を中心とした仕入先から直接仕入れを行い、全国約70か所の卸売市場、全国約10,000店舗の飲食店や量販店、商社やメーカーなどと取引をすることで幅広いネットワークを構築し、国内のみならず海外にも販売先と仕入先を拡大して、新たな価値を提供することで食品流通業の課題解決に向けた取り組みを積極的に展開している。

## 沿革
- 2004年2月9日 - いずみ創立
- 2012年1月18日 - いずみホールディングスが設立される

## グループ会社
- いずみ
- 魚一
- テンドック
- T-REX
- I-FARM
- 道南青果
- Oneplat